# Župa Dubrovačka
Župa Dubrovačka es un municipio y un valle situado en el Condado de Dubrovnik-Neretva en el sureste de Croacia.
Župa Dubrovačka se extiende entre la ciudad de Dubrovnik, la antigua Ragusa al oeste y Cavtat, la antigua Epidauro en el este, entre los asentamientos de Dubac y Plat. Las tres islas de Supetar, Mrkan y Bobara, ancladas justo delante de la bahía, la protegen del mar abierto y, desde el norte, de las laderas montañosas del Alto Župa. Los centros turísticos se concentran a lo largo de la costa.
Župa Dubrovačka es un municipio subdesarrollado que estadísticamente está clasificado como "Área de Primera Categoría de Interés Estatal Especial" por el Gobierno de Croacia.

## Demografía
Según el censo de 2021, su población era de 8.705 habitantes. Tenía 8.331 habitantes en 2011, de los cuales el 93% eran croatas. El pueblo más grande del municipio es Čibača.